# Necrópolis de Los Algarbes

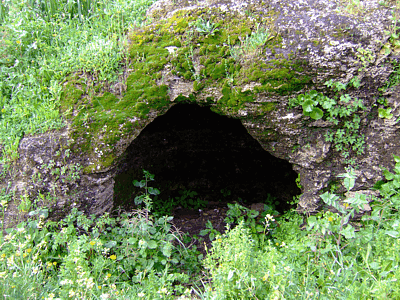

La Necrópolis de los Algarbes es un yacimiento arqueológico situado en el municipio español de Tarifa (Cádiz). Representa uno de los complejos arqueológicos más importantes de la provincia, correspondiente al Calcolítico y la Edad del Bronce, estando datado hacia fines del III milenio a. C.

## Situación
La necrópolis de Los Algarbes se localiza al sur de la provincia de Cádiz, en la ensenada de Valdevaqueros, correspondiente al municipio de Tarifa, estando situadas a menos de 1 km de la costa, en un afloramiento rocoso de calderitas relacionadas con una de las estribaciones de la colina de Paloma Alta a unos 120 m s. n. m. Desde finales de la década de 1960 fueron estudiadas; a mediados de los 70, Carlos Posac Mon excavó diez estructuras funerarias relacionadas con la Edad del Bronce. Se ha planteado la hipótesis de que poseían una posible función de demarcación del territorio, una especie de indicadores de propiedad de los diferentes grupos sociales allí enterrados.
En las cercanías del complejo hay un monolito en memoria de Lothar Bergmann, investigador y espeleólogo alemán, que descubrió en la provincia de Cádiz varias decenas de cuevas y abrigos con manifestaciones de arte rupestre.
En la actualidad el yacimiento continúa siendo investigado. La excavación (y conservación) de las cuevas artificiales ha permitido analizar relaciones sociales entre los miembros de la población.

## Descripción
El conjunto está formado por medio centenar de estructuras funerarias y cuevas artificiales en forma de cámara circular con entradas a diversos niveles. Destaca también una gran construcción megalítica con un amplio corredor tallado en la roca arenisca, que se puede relacionar con los enterramientos megalíticos de galería cubierta.
Los ajuares encontrados en esta necrópolis son de gran riqueza. En ellos abundan las vasijas de cerámica. También se han documentado piezas de bronce, marfil y de oro, así como industria lítica, tanto tallada como pulimentada, y objetos de adorno, formados principalmente por colgantes y discos perforados, fabricados en conchas de moluscos. Se ha documentado también arte rupestre en forma de grabados.
De épocas posteriores se ha registrado en el yacimiento la presencia de otras culturas, como por ejemplo fenicia, romana y musulmana. Las cuevas sirvieron incluso de vivienda para campesinos durante el siglo XX.
El yacimiento, que hasta la fecha no había recibido gran atención por parte del público general, se sometió a labores de puesta en valor por la Junta de Andalucía entre los años 2010 y 2012 y en la actualidad se encuentra abierto público. La apertura al público coincidió con la presentación de la exposición "Los Algarbes (Tarifa, Cádiz) La muerte y su significado social hace 4000" en el Complejo Arqueológico de Baelo Claudia.